# Gouldovi objekti
Gouldovo objekti odnosno Gouldovo označavanje zvijezda je vrsta označavanja slična Flamsteedovom označavanju s tom razlikom, što se brojčana oznaka zvijezda u zviježđu daje po rastućem broju po rektascenziji.
Oznaka svake zvijezde se sastoji od brojke (broji se od 1), slijedi oznaka "G." te na kraju genitiv latinskog imena zviježđa kojem pripada.
Ime nosi po američkom astronomu Benjaminu Apthorpu Gouldu.